# Gary Kelly (ur. 1974)
Gary Kelly (ur. 9 lipca 1974 w Droghedzie) – irlandzki piłkarz występujący na pozycji obrońcy. Przez całą swoją karierę był zawodnikiem Leeds United A.F.C.

## Kariera klubowa
Gary Kelly przez całą piłkarską karierę był związanym z jednym klubem - Leeds United A.F.C., barwy którego reprezentował od sezonu 1991/92. Miejsce w podstawowej jedenastce tego zespołu wywalczył sobie w sezonie 1993/94, kiedy to wystąpił w 42 ligowych pojedynkach. W sezonie 1998/99 Kellu doznał poważnej kontuzji, która wyeliminowała go z gry na cały sezon. Rok później Irlandczyk powrócił do pierwszego składu Leeds United i rozegrał 23 mecze w Premier League. W sezonie 2000/01 Kelly zadebiutował w rozgrywkach Ligi Mistrzów. To między innymi dzięki dobrej grze Irlandczyka zespół "The Peacocks" dotarł w Champions League do półfinału, w którym został wyeliminowany przez Valencię. Po tym sukcesie Leeds popadło w ogromne kłopoty finansowe, w efekcie czego większość najlepszych piłkarzy musiało zostać sprzedanych do innych klubów. Irlandczyk zakończył reprezentacyjną karierę, jednak zdecydował się pozostać w Leeds. Przed jednym z ostatnich meczów w sezonie 2006/07 przeciwko Ipswich Town F.C. Kelly oficjalnie zakończył piłkarską karierę. Kibice zgromadzeni wówczas na Elland Road w ramach podziękowań za szesnaście lat gry dla Leeds długo skandowali nazwisko Irlandczyka i bili mu brawa. Mecz z Ipswich był jednak dla Leeds zupełnie nieudany, a po jego zakończeniu praktycznie faktem stało się, że angielska drużyna przyszły sezon rozpocznie w trzeciej lidze. Dla Leeds irlandzki gracz rozegrał łącznie 430 spotkań w lidze. We wszystkich rozgrywkach wystąpił łącznie w 531 meczach.

## Kariera reprezentacyjna
W reprezentacji Irlandii Kelly zadebiutował w 1994 roku. Był między innymi uczestnikiem Mistrzostw Świata 1994 w Stanach Zjednoczonych oraz w Mistrzostw Świata 2002 w Korei Południowej i Japonii. Reprezentacyjną karierę Kelly zakończył w 2003 roku. W barwach drużyny narodowej wystąpił w 51 pojedynkach i strzelił dwa gole.